# Narophis bimaculatus
Narophis bimaculatus — вид отруйних змій родини аспідових (Elapidae). Ендемік Австралії. Це єдиний представник монотипового роду Narophis.

## Поширення і екологія
Narophis bimaculatus поширені на південному заході Західної Австралії, ізольовані популяції мешкають в районі Північно-Західного півострова та на південному заході Південної Австралії. Вони живуть в піщаних районах, порослих спінніфексом, в пустищах, чагарниках і рідколіссях, а також на прибережних дюнах та у Великій пустелі Вікторія. Відкладають яйця, в кладці 4 яйця.